# Phalops vanellus
Phalops vanellus är en skalbaggsart som beskrevs av Lansberge 1883. Phalops vanellus ingår i släktet Phalops och familjen bladhorningar. Inga underarter finns listade i Catalogue of Life.